# 1877年9月7日日食
1877年9月7日日食为一次在协调世界时1877年9月7日出現的日偏食。該次日食食分為0.6382。

## 概述
這次日食的食分是0.6382。

## 基本參數
- 類型：日偏食
- 食甚資料：
  - 日期：1877年9月7日
  - 時間：12時48分42秒
  - 地點：61S 92W
  - 食分：0.6382

## 外部連結
- NASA日食專頁（页面存档备份，存于）（英文）